# 'т Клостер
'т Клостер (нід. 't Klooster) — селище в нідерландській провінції Гелдерланд. Входить до муніципалітету Алтен. Складається із близько 40 будинків.
Назва селища походить від нідерландського Klooster, тобто Монастир, і пов'язана з монастирем, що існував на землях сучасного селища з 15-го сторіччя. Як назва селища т Клостер з'явилося 1975 року.